# Sidney Rosenthal
Sidney N. Rosenthal (* 1906 oder 1907; † 1979) aus Richmond Hill, New York City, war ein US-amerikanischer Erfinder. Er erfand 1952 den Filzstift, den er damals “Magic Marker” (Zauberstift) nannte.
Er füllte wasserfeste Tinte in einen kleinen Glasbehälter und befestigte an der Öffnung ein Stück Filz. Eine Kappe schützte die Filzspitze vor Austrocknung. Vorläufer (ohne Glastank) gab es bereits seit den 1940er Jahren.
Ab 1952 stellte Rosenthals Unternehmen Speedry Chemical Products in Richmond Hill, Queens, den Magic Marker her. Diese Erfindung wurde später – durch andere – mehrfach modifiziert (z. B. Kunststoffspitze statt Filzspitze). So begann Carter Inc. 1958 mit der Vermarktung von schlankeren Filzstiften mit einem Aluminiumkörper anstelle von Glas. Speedry ging dagegen wegen Patentverletzung gerichtlich vor, verlor aber den Prozess.
Als Konkurrenten wasserlösliche Tinte verwendeten, begannen die Geschäfte schlechter zu laufen. Rosenthal veräußerte 1965 seine Anteile am börsennotierten Speedry, fünf Jahre später verkaufte er die Namensrechte an Magic Marker. Im Alter von 72 Jahren starb Rosenthal.